# Yersinella beybienkoi
Yersinella beybienkoi är en insektsart som beskrevs av Scott LaGreca 1974. Yersinella beybienkoi ingår i släktet Yersinella och familjen vårtbitare. Inga underarter finns listade i Catalogue of Life.